# 越後平野

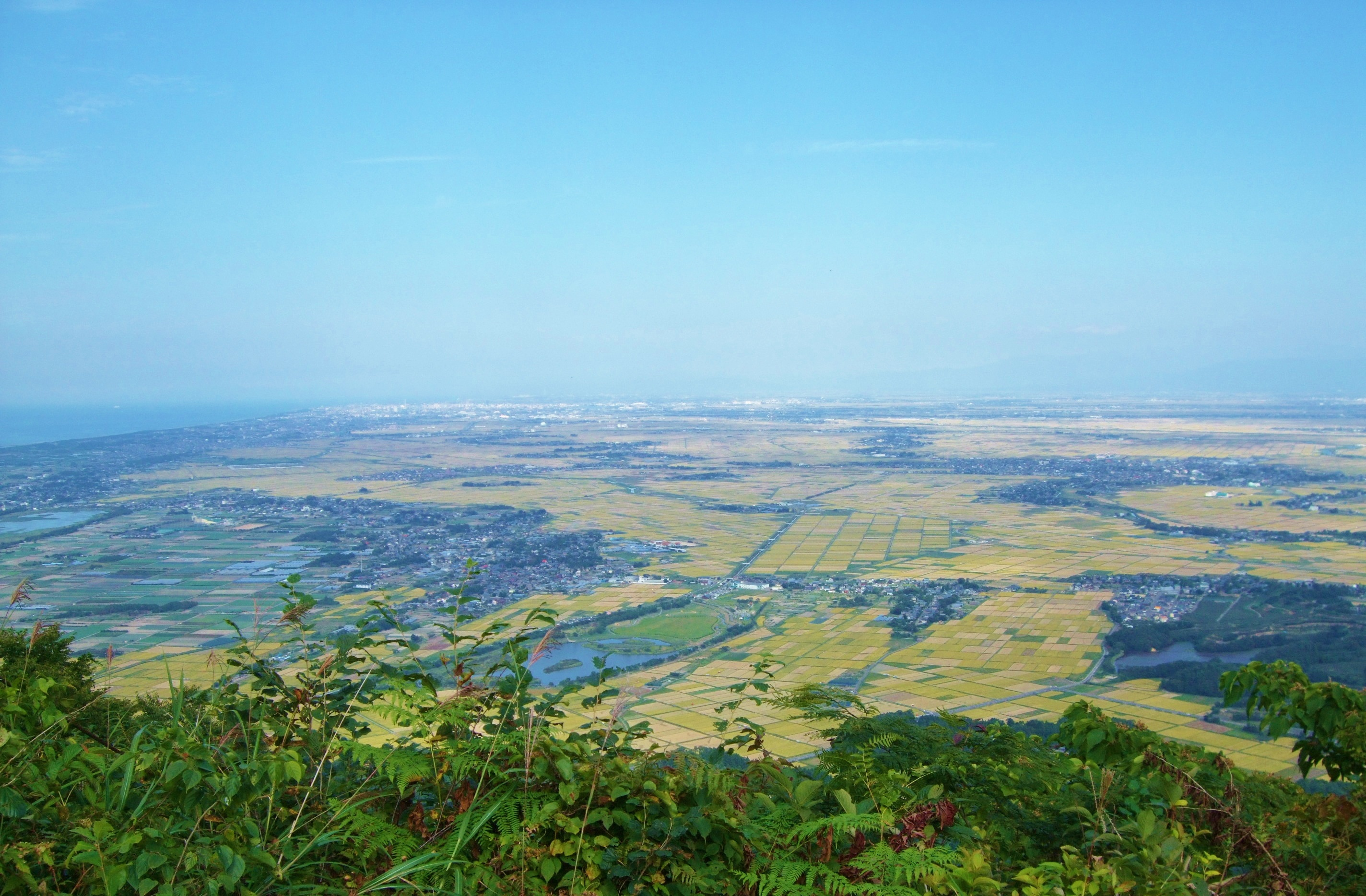
越後平野の西にある角田山山頂から望む

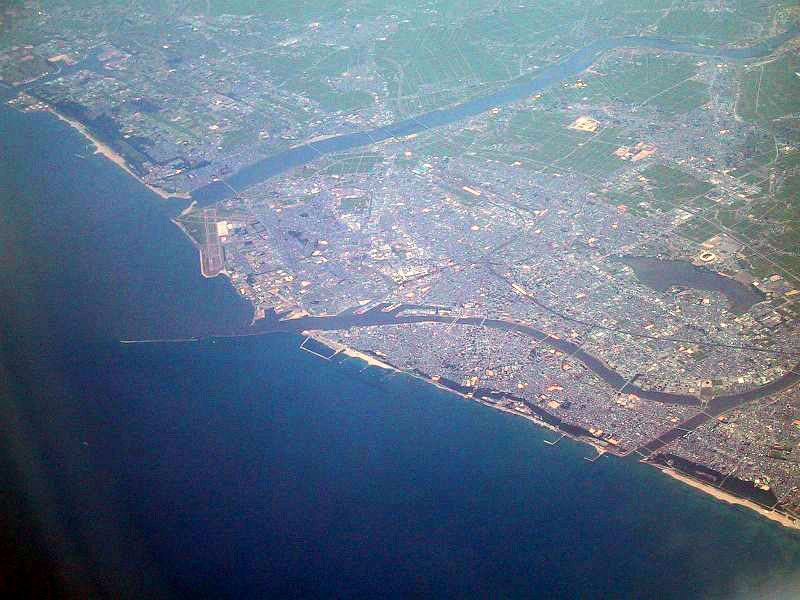
平野を流れる信濃川と阿賀野川の河口（新潟市中心部）

越後平野（えちごへいや）は、新潟県中部から北部にかけて広がる平野。信濃川と阿賀野川の二大河川とその他の中小河川によって形成された沖積平野である。微高地の扇状地や自然堤防のほかに、砂丘が分布している。
新潟平野（にいがたへいや）や蒲原平野（かんばらへいや）ともいう。ただし、新潟平野を蒲原平野の上位概念とし、蒲原平野は下流部の大河津分水路（新信濃川）以北の沖積平野に限定する場合もある。

## 概要

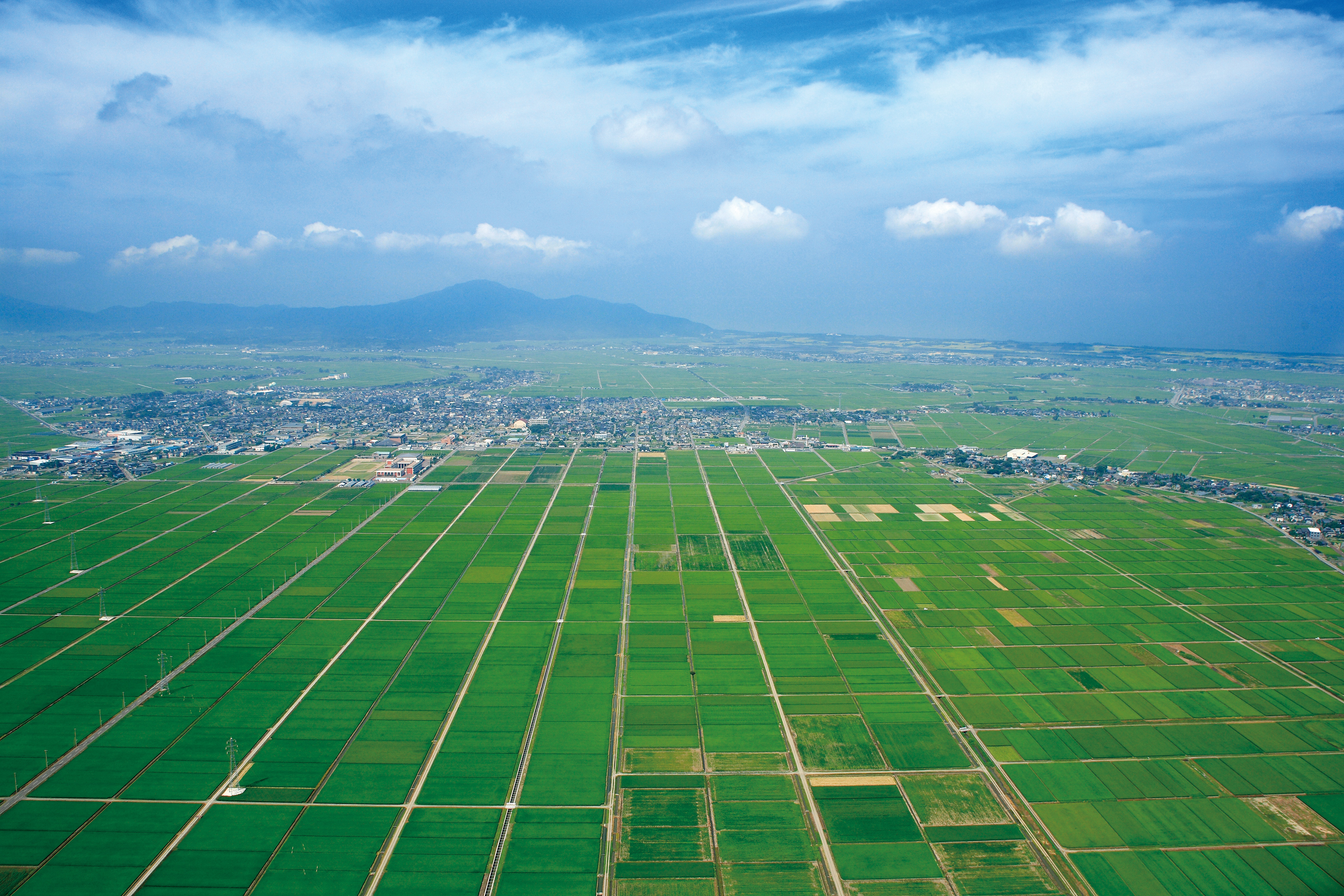
越後平野の水田風景

越後平野は南北は約60km、東西は約10 - 25kmにわたって広がる沖積平野で、面積は約2,070km2である。平野の西端には西山丘陵や角田・弥彦山地、東端には東山丘陵や新津丘陵、笹神丘陵、五頭連峰、櫛形山脈があり、これらの丘陵や山地に囲まれている。地形的には平野北部には胎内川や加治川によって形成された扇状地がみられるが、平野全体に扇状地が発達しているわけではない。
平野の海側は弥彦山地と新潟砂丘によって閉塞されており、その砂丘列の内側には多くの潟湖（ラグーン）が存在していた。また、信濃川と阿賀野川の流路も時代によって一定ではなかった。
17世紀半ばになり、まず乱流が整理され、河道の安定が図られた。その後、1730年（享保15年）の松ヶ崎分水、1830年（文政13年）の新川掘削、1908年（明治41年）の加治川分水、1922年（大正11年）の大河津分水路などによって水害の防止が図られるとともに下流の開発が進んだ。それでも1950年代までは広大な低湿地帯であったが、1948年（昭和23年）の栗ノ木排水機場の整備などで干拓や耕地整理が進み、越後平野は乾田化された穀倉地帯となった。
1950年代以降は石油や水溶性天然ガスの採取も行われた。新津油田は産油量日本一を誇っていた。一方、1954年（昭和24年）頃から沿岸部を中心に水溶性天然ガスの採取による地盤沈下が問題化し、信濃川河口部で約2m、鳥屋野潟周辺で40cmから80cm程度地盤沈下し、海抜ゼロメートル地帯も出現した。
下流域の潟湖としては鳥屋野潟や福島潟、佐潟などが残存している。

## 地学的知見
越後平野は新潟-神戸歪集中帯の構造運動の強い影響を受けている地域で、特に沈降運動の影響を大きく受け、厚い約150mの最大層厚を持つ沖積層が形成されている。この平野の信濃川流域地域と阿賀野川流域地域では、平野の形成様式（堆積物の供給）に大きな違いがある。信濃川流域地域の西蒲原地域では、約8000年前にはサロマ湖の様なラグーンが形成され、その後、信濃川からの堆積物などにより、ラグーンは埋め尽くされた。一方、阿賀野川流域地域では、縄文海進期から上流の沼沢火山などを由来とした土砂により堆積が進んだ。大規模な堆積は約5350年前に起きていて、火砕流噴火により只見川がせき止められた後に決壊し、噴出源から約150km下流の平野部まで達した。

## 気候
信濃川下流などの平野部は、冬季に降雪がみられる日本海側気候に属する。ただし、信濃川の中流部や上流部に比べると積雪量は少ない。年平均雨量は1,900ミリから2,200ミリと比較的多く、梅雨前線や秋雨前線、台風による豪雨も度々発生している。

## ギャラリー

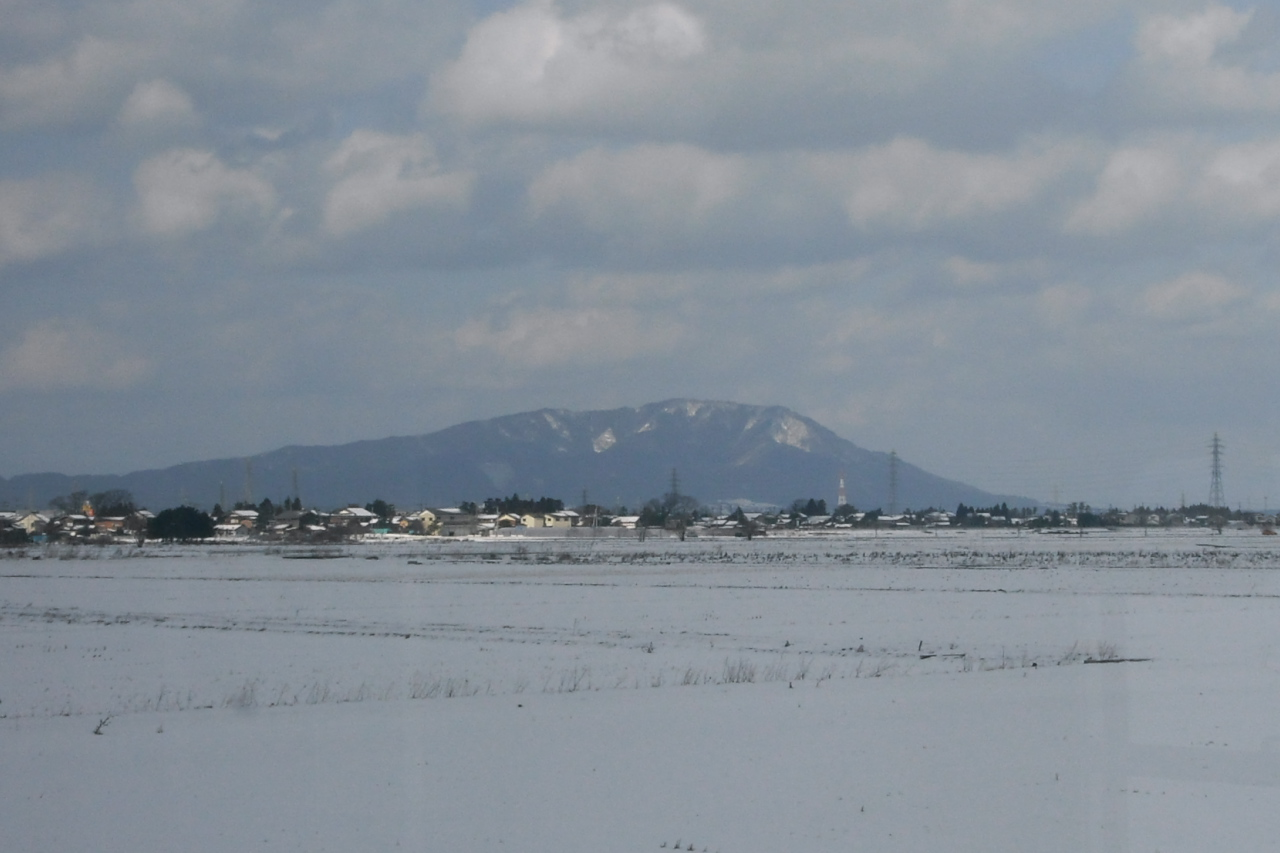
冬の越後平野。遠くに角田山を望む。
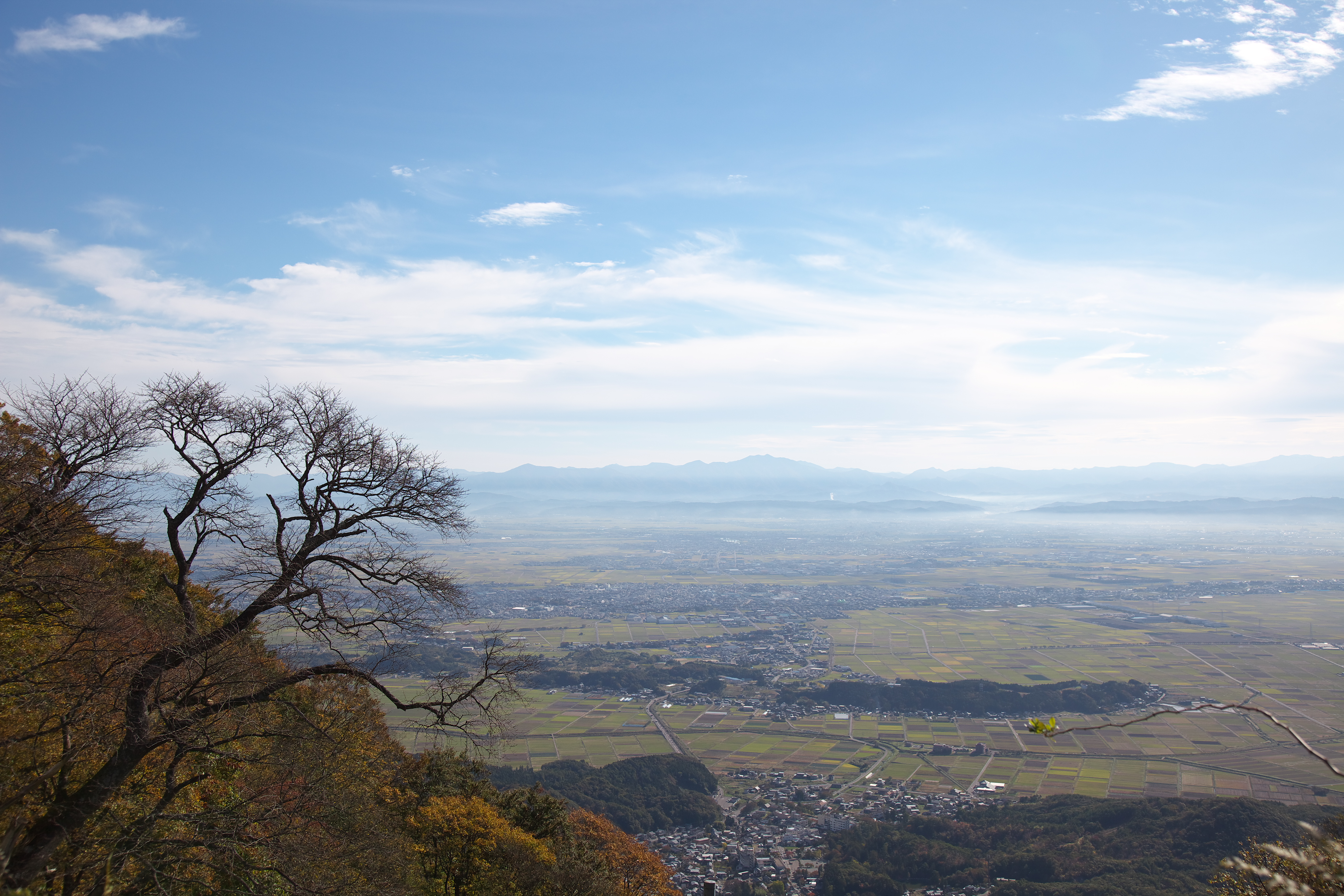
弥彦山頂より見た越後平野
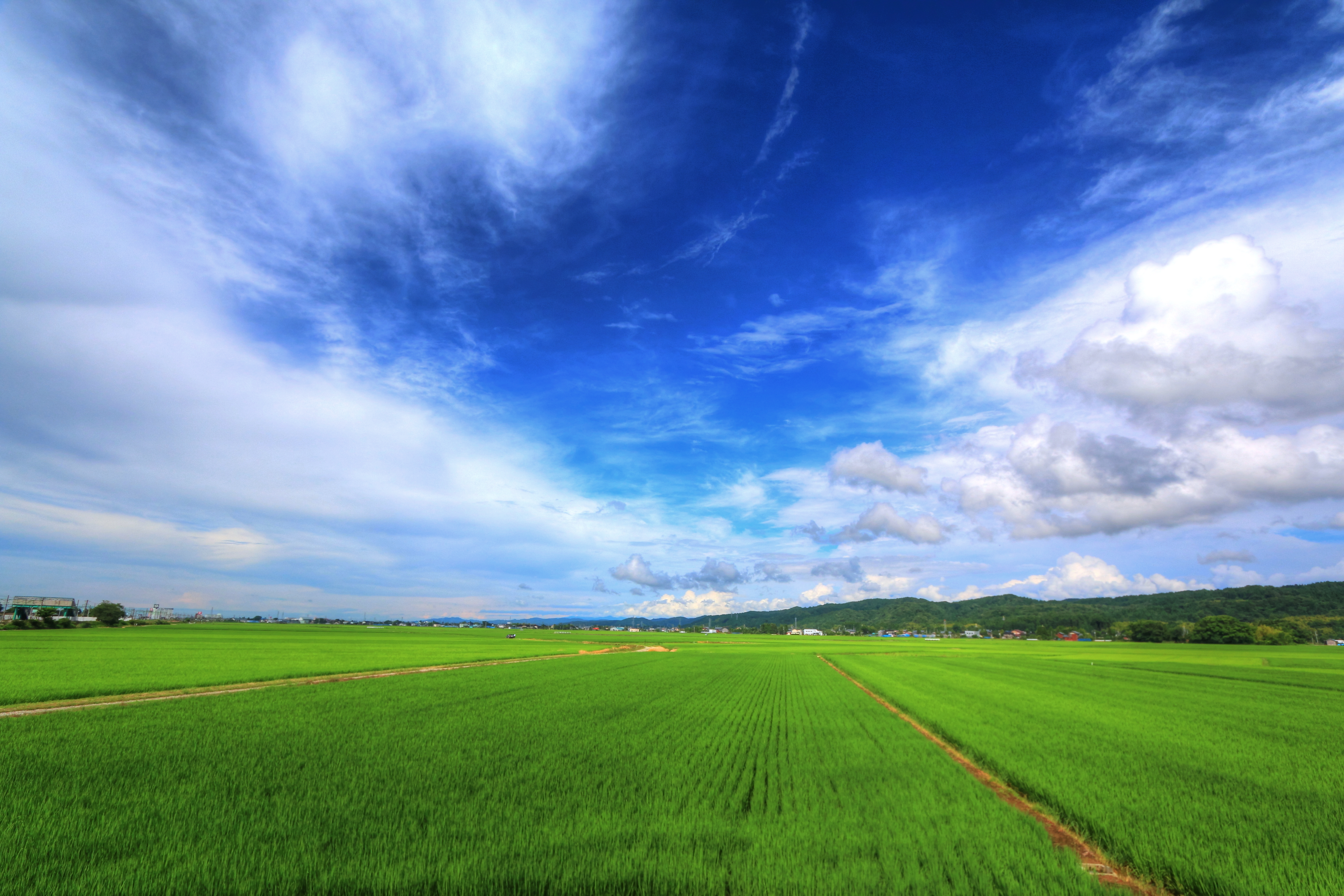
越後平野の水田風景（東光寺駅付近）
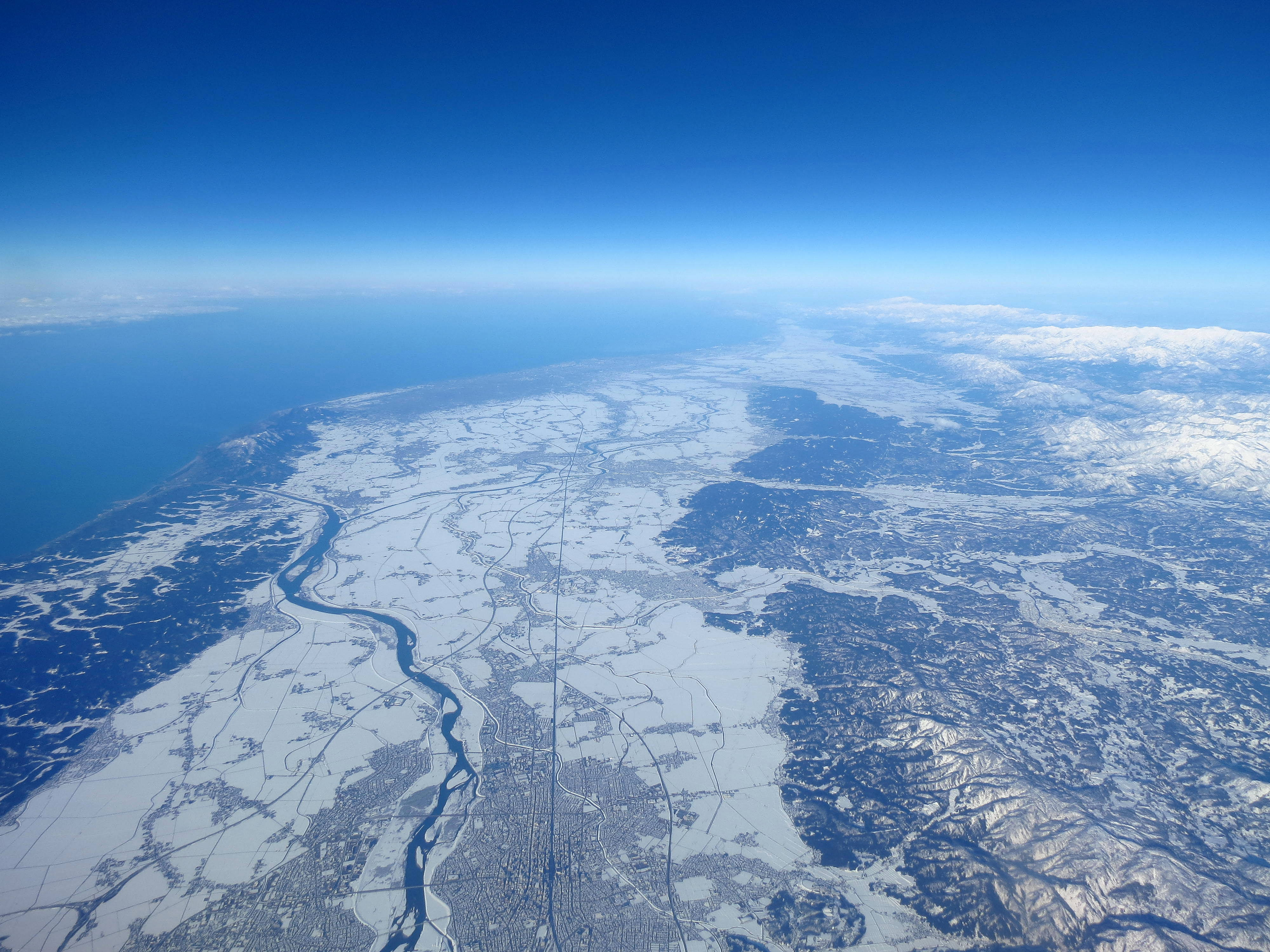
冬の越後平野、長岡市付近。中央左を流れるのは信濃川
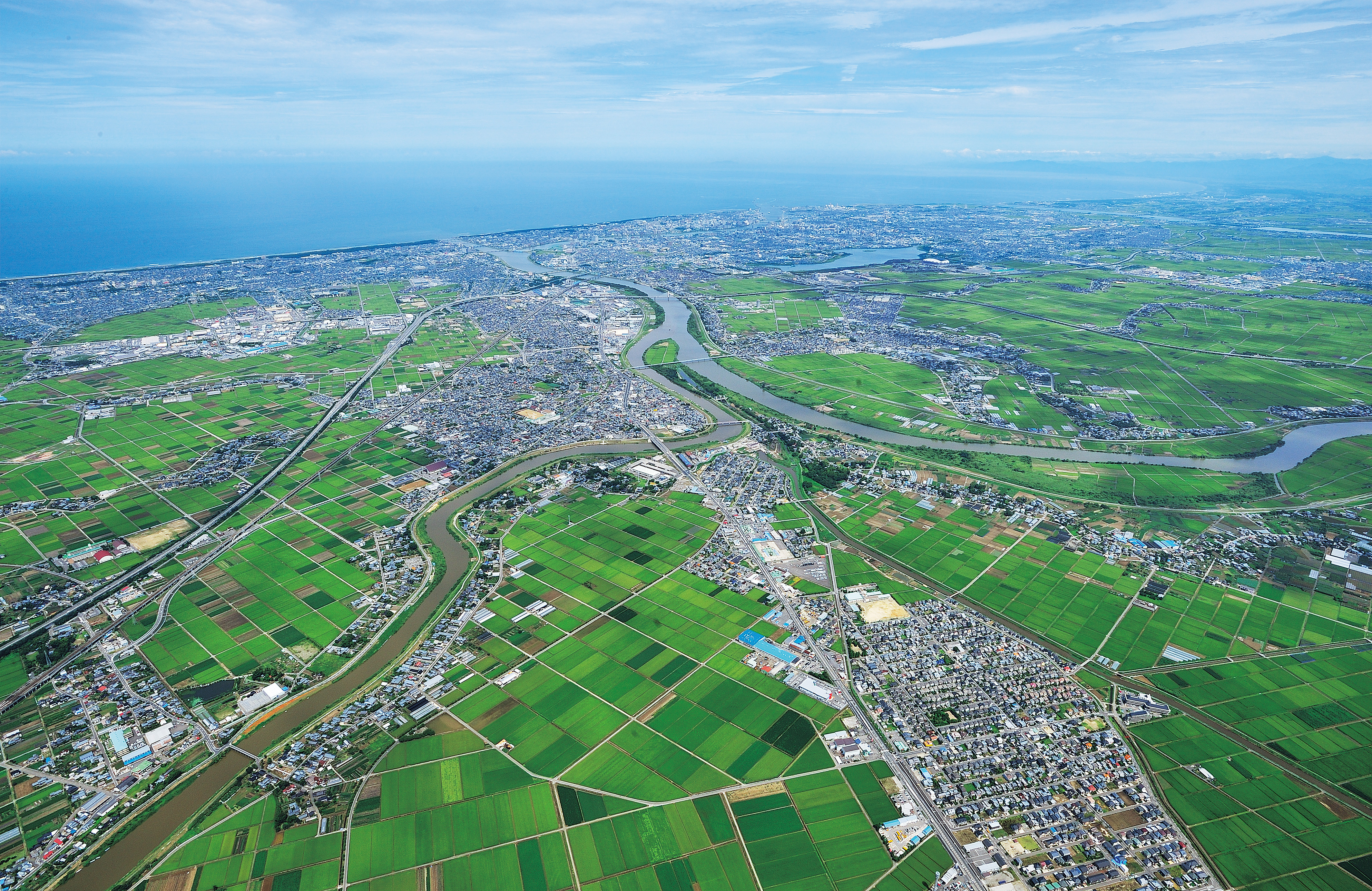
自然堤防に沿って発達する古くからの集落と後背湿地の新興住宅地（新潟市郊外）